# (21650) Tilgner
(21650) Tilgner (1999 OB1) – planetoida z pasa głównego asteroid okrążająca Słońce w ciągu 3,49 lat w średniej odległości 2,3 j.a. Odkryta 17 lipca 1999 roku.